# Убийство в Махмудии

Абир Касим Хамза в возрасте 2 лет на фотографии в иракском идентификационном документе. Дата рождения — 19 августа 1991 года

Убийство в Махмудии (араб. جرائم المحمودية‎) — преступление, совершённое пятью американскими солдатами 12 марта 2006 года в селении близ иракского города Эль-Махмудия. 14-летняя девочка подверглась групповому изнасилованию, её и семью (мать, отца и пятилетнюю сестру) солдаты расстреляли, а затем подожгли тела жертв.

## Изнасилование и убийство
14-летняя Абир Касим Хамза аль-Джанаби вместе со своей семьёй жила на отдалённой ферме, дом находился в 200 метрах от американского военного контрольно-пропускного пункта. По свидетельству соседей и брата девочки, солдаты ранее под различными предлогами несколько раз входили на ферму, делая Абир непристойные намёки. Как сказал сосед семьи, девочка перестала ходить в школу и проводила время дома, таким образом солдаты часто видели её и обратили на неё внимание. 13-летний брат Абир, который в момент преступления был в школе, рассказал, что однажды один из солдат провёл пальцем по щеке сестры, чем очень её испугал. Перед убийством мать предлагала, чтобы Абир ночевала в доме дяди, однако отец отверг опасения, сказав, что проблем не будет, так как их дочь слишком маленькая девочка.
12 марта 2006 года пятеро военнослужащих 1-го батальона 502-го пехотного полка 101-й воздушно-десантной дивизии (некоторые в состоянии опьянения), переодевшись в гражданскую одежду, проникли в дом семейства. Это были сержант Пол Е. Кортез, специалист Джеймс П. Баркер и рядовые первого класса: Джесси В. Спилман, Брайан Л. Ховард и Стивен Д. Грин.
Один из солдат (Грин) отвёл отца, мать и сестру девочки в другую комнату, где расстрелял их: отец Касим Хамза Рахим (45 лет); мать Фахрия Таха Мухсин (34 года); сестра Хадиль Касим Хамза (5 лет). Сама Абир была изнасилована (позднее двое солдат под присягой признали, что несколько раз по очереди изнасиловали её). Затем из другой комнаты вернулся Стивен Грин, он также изнасиловал Абир, закрыл ей лицо подушкой и застрелил её. Её тело подожгли, огонь перекинулся на комнату, после чего соседи, заметив дым, сообщили об этом дяде Абир. Как вспоминали соседи, они выбили дверь и обнаружили тело Абир: «Бедная девочка, она была такая красивая. Она лежала c растянутыми ногами и задранным к шее платьем».
Грин затем хвастался своими действиями и говорил, что это было «круто».
В иракском патриархальном обществе изнасилование является большим позором для семьи. Глава племени сказал, что за изнасилование преступник должен заплатить жизнью, по его словам, они не признают американский суд: «Иракцы терпели много преступлений от американцев и молчали, но они не будут терпеть изнасилование».

## Расследование и суд

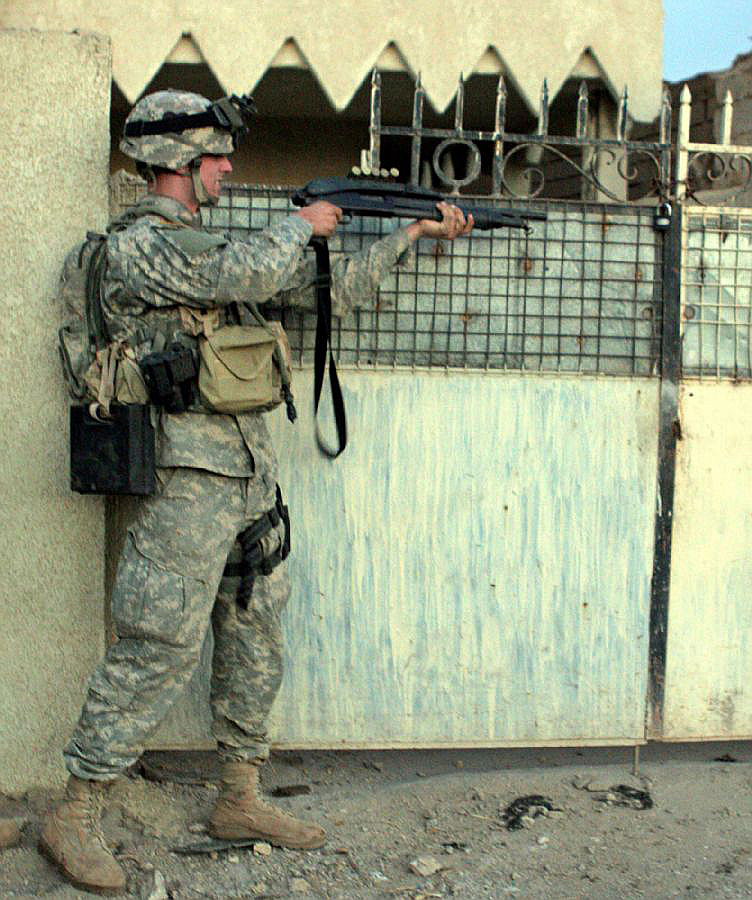
Американский солдат Стивен Грин

Первоначально американское следствие пыталось утверждать, что жертве было не менее 20 лет, однако позднее был установлен её настоящий возраст. Преступление вызвало протесты у жителей Ирака. Как заявил адвокат одного из обвиняемых, «Инцидент в Эль-Махмудии — не первый, касающийся поведения американцев в Ираке. У Белого дома большие проблемы в стране. Так что наше дело решили использовать как показательное».

### Стивен Д. Грин
30 июня 2006 года по подозрению в совершении преступления был арестован 21-летний рядовой первого класса Стивен Д. Грин.
4 сентября 2009 года Федеральный суд штата Кентукки признал Грина виновным в соучастии в преступном сговоре, изнасиловании и совершении четырёх убийств первой степени, и приговорил его к пожизненному лишению свободы без права на досрочное освобождение. Грин пытался добиться смягчения приговора, но все его апелляции были оставлены без удовлетворения, последняя отклонена в августе 2011 года. 15 февраля 2014 года Грин повесился в своей тюремной камере в городе Тусон, штат Аризона, США.

### Остальные
10 июля 2006 арестованы сержант Пол Е. Кортез, специалист Джеймс П. Баркер, рядовые первого класса: Джесси В. Спилман, Брайан Л. Ховард, и сержант Энтони И. Ерибе.
15 ноября 2006 года 23-летний специалист Джеймс П. Баркер был признан виновным в соучастии в преступном сговоре, изнасиловании, убийстве четырёх человек и приговорён к 90 годам лишения свободы с правом на досрочное освобождение через 20 лет. Он отбывает наказание в «United States Disciplinary Barracks», штат Канзас, США.
22 января 2007 года 24-летний сержант Пол Е. Кортез был признан виновным в соучастии в преступном сговоре, изнасиловании, убийстве четырёх человек и приговорён к 100 годам лишения свободы без права на досрочное освобождение. Он отбывает наказание в «United States Disciplinary Barracks», штат Канзас, США.
3 августа 2007 года 22-летний рядовой первого класса Джесси В. Спилман был признан виновным в соучастии в преступном сговоре, изнасиловании, убийстве четырёх человек, употреблении алкоголя и наркотиков в период несения службы и приговорён к 110 годам лишения свободы с правом на досрочное освобождение через 10 лет. Он отбывает наказание в «United States Disciplinary Barracks», штат Канзас, США.
22 марта 2007 года рядовой первого класса Брайан Л. Ховард был признан виновным в соучастии в сговоре с целью изнасилования и убийства, а также в укрывательстве преступников и недоносительстве. Следствие установило, что Ховард не участвовал непосредственно в изнасиловании и убийстве, его задача состояла лишь в том, чтобы следить за обстановкой возле места совершения преступления. Кроме того, его признали виновным в даче ложных показаний на этапе расследования с целью сокрытия факта преступления и укрывательства преступников. Подсудимый полностью признал вину и раскаялся в содеянном, учитывая это, суд приговорил его к 2 годам и 3 месяцам лишения свободы, по отбытии которых он был «с позором исключён из состава Вооружённых сил США» и пожизненно лишён права несения службы в любых органах охраны правопорядка.
30 июля 2007 года сержант Энтони И. Ерибе, непосредственно не принимавший участие в преступлении, но незадолго до этого распивавший вместе с будущими преступниками спиртное, был признан виновным в невыполнении служебных обязанностей, нарушении воинской дисциплины во время несения службы, недонесении о нарушении воинской дисциплины, недонесении о совершении преступления, даче ложных свидетельских показаний на этапе расследования с целью сокрытия факта преступления и укрывательства преступников. Учитывая, что Ерибе полностью признал вину и, раскаявшись, согласился на дачу показаний против своих бывших сослуживцев, он был освобождён от уголовной ответственности, но понижен в звании до рядового первого класса, «с позором исключён из состава вооружённых сил США», и пожизненно лишён права несения службы в любых органах охраны правопорядка.

## Реакция
Родственники убитых надеялись, что все преступники будут приговорены к смертной казни.
По утверждению иракских повстанцев из «Совета шуры муджахидов» (стоявшего у истоков создания Исламского государства), убийство двух пленных американских военнослужащих в июне того же года было совершено ими в качестве мести за изнасилование Абир. Солдаты были захвачены во время нападения на контрольно-пропускной пункт в Юсуфии 16 июня, их тела со следами пыток были обнаружены спустя несколько дней. Через некоторое время в Интернете появилась видеозапись, на которой показывались тела убитых (одно из них было обезглавлено) и было сделано заявление, что убийство совершено в ответ на изнасилование. Как выяснилось, погибшие служили в том же взводе, что и обвиняемые в преступлении. Впрочем, факт убийства в качестве мести был поставлен под сомнение; как сообщил мэр Эль-Махмудии, причастность американских военнослужащих к изнасилованию стала известна уже после похищения и убийства солдат.

## В кинематографе
- В ноябре 2007 года в 15 американских кинотеатрах состоялся ограниченный показ фильма «Без цензуры» (англ. Redacted) режиссёра Брайана де Пальмы, сюжет которого основан на преступлении американских солдат. Конгрессмен-республиканец Дункан Хантер (англ. Duncan Hunter) направил письмо протеста в Американскую ассоциацию кинокомпаний, утверждая, что фильм «представляет американских солдат в Ираке как преступников, игнорируя проявления их героизма»[15].

- Инцидент упоминается исламским видеоблогером в премьерном эпизоде шестого сезона «Честная игра» (англ. "Fair Game") американского шпионского телесериала «Родина» («Homeland»).
- Отсылка на данное преступление имеется в фильме «Три билборда на границе Эббинга, Миссури» 2017г., режиссера Мартина Макдонаха . В сцене в баре герой Сэма Рокуэлла подслушивает диалог незнакомцев, в котором упоминаются детали преступления.